# Psoraleeae
Tông Thermopsideae là một tông thực vật thuộc họ Fabaceae.
Các chi sau đây thuộc tông này theo USDA
- Bituminaria Heist. ex Fabr.
- Cullen Medik.
- Hoita Rydb.
- Orbexilum Raf.
- Otholobium C. H. Stirt.
- Pediomelum Rydb.
- Psoralea L.
- Psoralidium Rydb.
- Rupertia J. W. Grimes

## Hình ảnh

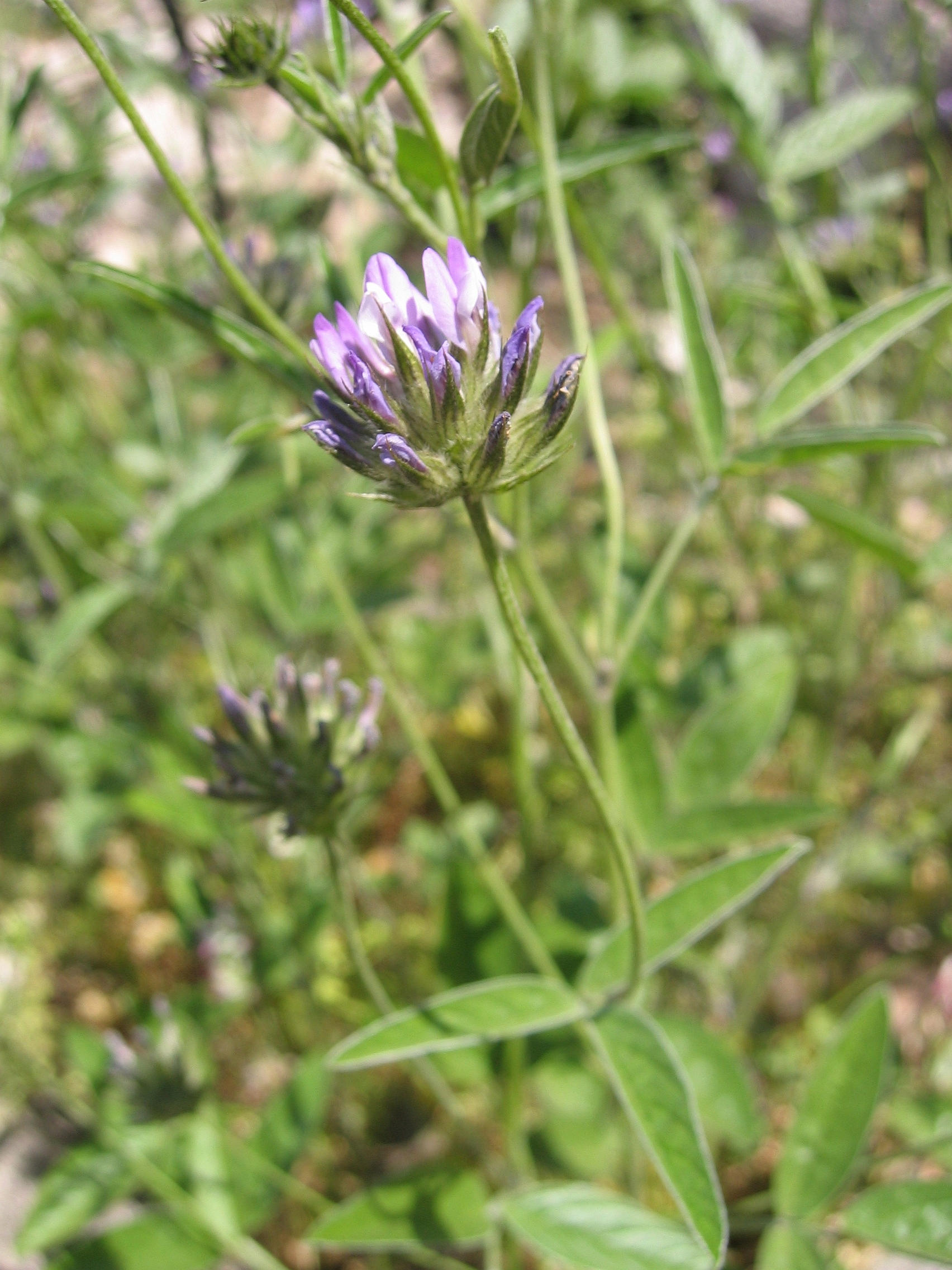